# Sony Music Entertainment
Sony Music Entertainment (také známá jako Sony Music nebo pod zkratkou SME) je americká společnost působící v hudebním a zábavním průmyslu vlastněná a řízená firmou Sony Corporation of America, která je dceřinou společností japonského konglomerátu Sony. Podnik byl poprvé založen v roce 1929 jako American Record Corporation (ARC). Po odkoupení společností CBS byla společnost v roce 1938 přejmenována na Columbia Recording Corporation. V roce 1966 se přejmenovala na CBS Records. V roce 1987 byla odkoupena společností Sony Corporation of America a v roce 1991 přejmenována na SME.
V roce 2004 se společnosti SME a Bertelsmann Music Group sloučily v Sony BMG Music Entertainment. Později, když Sony získalo polovinu podniku vlastněnou BMG, se společnost navrátila k názvu SME. Toto skoupení mělo za následek zánik společnosti BMG, ale poté došlo k jejímu obnovení pod názvem BMG Rights Management.